# 井上篤夫
井上篤夫(いのうえ あつお 1947年7月15日—）是日本的作家，早稻田大学时期就开始接触媒体，写下很多当时在美国和英国的有影响人物的评论。

## 简历
1947年（昭和22年）出生于日本岐阜县岐阜市， 
父亲三郎，母亲芳子，两个姐姐和一个弟弟。做为长子出生于岐阜市东金宝町。
父亲是经营油纸伞的贩卖和修理的，祖父是爱知县常滑制作陶瓷的，由于家庭贫困只能靠收集早稻田大学的教材来学习。
家中的柜子里有很多父亲读过的文学书籍。
因为父亲不善于经营，而且总爱发火所以不喜欢父亲，倒是喜欢母亲。
小学和中学时的梦想是当一名棒球选手，高中时期参加了表演部，读了新藤兼人导演的［话说剧本］后志向当一名剧本家和导演，在早稲田大学读书。
大学时期对学生运动反感，因为总是休课就去学习翻译，做导游和周刊记者的临时工来挣生活费。
1972年（25岁）在［花花公子］杂志当特派记者，多方面的取材在当时是畅销杂志，有［百万杂志］之称。
1975年，28岁第一次去美国，观看了在Pasadena举行的USC和UCLA橄榄球。
1976年11月和［美国贵宾访谈］集英社的樱木三郎一起横渡美国。采访过［甲壳虫］的乔治 哈里森，卡特总统的儿子。
还采访过世界著名作家Jeffrey archer，著名女演员波姬 小丝，元世界拳王阿里。
1980年采访著名作家欧文 威尔许的儿子。
1982年11月参观甲壳虫［足迹］时站在Strawberry Fields。
1985年翻译了［最后的日子］，成为集英社的畅销书。
从1990年6月、在面靠查尔斯河的比肯街的公寓住了三年。当时的体验纪录在［友情在波士顿］里。
回国后著写了［今日的礼物］，［巫师的光环］。
1998年采访了13位玛丽莲梦露的亲属和友人并著写了［追忆玛丽莲 梦露］。
2000年11月在拉斯维加斯采访了软件公司的孙正义总裁。
2003年编写了［狗的智慧］，2004年编写了［英语的花束］。
2004年［信仰 孙正义正传］被评为畅销书。
2006年编辑了玛莉莲梦露百科全书［顶级玛丽莲梦露］。
2007年［信仰 孙正义传完全版］。
2007年［去美国的起源波士顿－日本的明天在这里学］。
2008年7月著写了好莱坞和美国总统密切关系的［Political sex appeal－美国总统与好莱坞］
2009年3月翻译了［米歇尔奥巴马～爱的诞生奇迹（图图日子）］。
2010年8月出版了［远见:孙正义眼中的新未来］
2010年5月 ［信仰 孙正义传  完全版］电子版 率先突破1万部下载 
2010年12月出版了［信仰 孙正义传  完全版］（改编 文库版）
2011年10月出版了 风云人物 法蘭克·羅素·卡普拉
2011年11月发行了井上篤夫和NHK采访团的［永远的女杰～好莱坞女明星们的爱于素颜］
2012年9月出版了［玛丽莲 梦露 一片灵魂］翻译／解说 （青幻舎）
2013年9月出版了Aiming High - A Biography of Masayoshi Son [iBooks Edition] (YouTeacher)
2016年出版了 ［我的玛丽莲梦露］Kindle Singles
2017年出版了［全力以赴 孫正義物语］

## 著作
- ［信仰:孙正义传  完全版］2010年12月（实业之日本社）[5]
- ［远见:孙正义眼中的新未来］2010年8月（实业之日本社）
- ［玛丽莲 梦露 一片灵魂］2012年9月（青幻舎）
- ［全力以赴 孫正義物语］2017年6月（フレーベル館）